# Enquête Champlain
 (mars 2021).
Si vous disposez d'ouvrages ou d'articles de référence ou si vous connaissez des sites web de qualité traitant du thème abordé ici, merci de compléter l'article en donnant les références utiles à sa vérifiabilité et en les liant à la section « Notes et références ».
Enquête Champlain est un documentaire en deux épisodes qui retrace l'influence de Samuel de Champlain sur la ville de Québec. Cette enquête animée par Christopher Hall est présentée sur la chaîne de télé québécoise  Historia. Comme invités, il y a Marcel Trudel (historien et écrivain), ainsi que Mathieu d'Avignon (lui aussi historien et écrivain).